# 3-й склад
3-й склад (рос. 3-й склад) — селище у складі Анжеро-Судженського міського округу Кемеровської області, Росія.
Стара назва — Склад 3-й.

## Населення
Населення — 40 осіб (2010; 46 у 2002).
Національний склад (станом на 2002 рік):
- росіяни — 98 %